# My Moment
My Moment è un singolo della cantante Rebecca Black, pubblicato il 19 luglio 2011 dall'etichetta discografica RB Records. È stato scritto e prodotto da Brandon "Blue" Hamilton, Quinton Tolbert e co-prodotto da Charlton Pettus.

## Produzione
Il brano è stato annunciato il 13 luglio dello stesso anno tramite il Twitter ufficiale della cantante e il 18 luglio è stato caricato sul canale YouTube il video, mentre un giorno dopo è stato pubblicato su iTunes.. Come affermato dalla Black, la canzone è una risposta a tutti i nemici della sua precedente canzone Friday. Il video sul canale ufficiale di YouTube ha raggiunto più "non mi piace" che "mi piace". Il 19 luglio 2011 è stato pubblicato un dietro le quinte del video.

## Composizione
La durata del brano è di 3 minuti e 25 secondi. È composto nella tonalità di mi maggiore, utilizzando tre accordi principalmente. L'uso di Auto-Tune è stato rilevato nuovamente in questa canzone della Black.

## Critica
La canzone ha ricevuto recensioni contrastanti dalla critica. Tra le altre ha ricevuto recensioni da Billboard, The New York Times, Entertainment Weekly, The Huffington Post, Toronto Star ed altre riviste e giornali.

## Spettacoli dal vivo
Rebecca Black ha presentato il brano in un medley tra la sua prima canzone e questa alla settima edizione di America's Got Talent. La canzone è stata cantata dalla stessa Black in altre occasioni.